# Partihandelstorget
Partihandelstorget är ett torg i stadsdelen Olskroken i Göteborg. Torget är numrerat 1-2 med fastighetsbeteckningarna Olskroken 35:19 och 35:7 och består av en öppen, asfalterad yta med parkeringsrutor.
Torget fick sitt namn 1963 efter partihandelområdet där det är beläget. Det är cirka 3 500 kvadratmeter stort och sträcker sig mellan Blomstergatan och Grönsaksgatan.
Området för torget tillhörde Stora Olskroken ända fram på 1920-talet, och var då fortfarande helt obebyggt.